# Marazanae Regiae
Marazanae Regiae (łac. Dioeciesis Marazanensis Regiorum) – stolica historycznej diecezji w Cesarstwie rzymskim w prowincji Byzacena, współcześnie w Tunezji. Obecnie katolickie biskupstwo tytularne.

## Biskupi tytularni
| Lp. | Biskup                     | Funkcja                                      | Od                  | Do                |
| --- | -------------------------- | -------------------------------------------- | ------------------- | ----------------- |
| 1   | Domenico Petroni           | emerytowany biskup Melfi-Rapolla (Włochy)    | 5 października 1966 | 30 listopada 1970 |
| 2   | Agapito Simeoni            | biskup pomocniczy Avellino (Włochy)          | 24 kwietnia 1972    | 9 maja 1974       |
| 3   | Juan José Larrañeta Olleta | wikariusz apostolski Puerto Maldonado (Peru) | 10 kwietnia 1976    |                   |